# Grande Mesquita de Gaza
A Grande Mesquita de Gaza (em árabe: جامع غزة الكبير; transliteração: Jāmaʿ Ghazza al-Kabīr) também conhecida como a Grande Mesquita Omari (em árabe: المسجد العمري الكبير, transliteração: Al-masjad al-ʿUmarī al-Kabīr) foi a maior e mais antiga mesquita da Faixa de Gaza, localizada no centro histórico de Gaza.
Acredita-se que esteja no local de um antigo templo filisteu, o local foi usado pelos bizantinos para a construção de uma igreja no século V, mas após a conquista muçulmana, no século VII, foi transformada numa mesquita. Descrito como "bonito" por um geógrafo árabe no século X, o minarete da Grande Mesquita ruiu num terremoto em 1033. Em 1149, os cruzados construíram uma catedral dedicada a São João Batista, mas esta foi destruída pelos Aiúbidas em 1187. No início do século XIII os Mamelucos reconstruíram a mesquita, para ser destruída em 1260 pelos mongóis. Reconstruída logo a seguir, foi arrasada por um terremoto no final do século. Em 2023, bombardeios por aviões de guerra israelenses reduziram a mesquita a escombros.
A Grande Mesquita foi finalmente restaurada 300 anos mais tarde (Século XVI) pelos otomanos. Em 1917, durante a Primeira Guerra Mundial, a grande mesquita foi severamente danificada nos bombardeamentos britânicos. Em 1925 a mesquita foi restaurada pelo Conselho Supremo Muçulmano. A grande mesquita quando aberta, era usada como a Mesquita de Sexta-feira.